# Offensive de Novopavlivka
Campagne de l'Est de l'Ukraine lors de l'Invasion à grande échelle de l'Ukraine par la Russie (Guerre russo-ukrainienne)
Batailles
Un engagement militaire entre les forces armées russes et les forces armées ukrainiennes pour le contrôle de la localité ukrainienne de Novopavlivka et de la zone voisine a commencé en mars 2025, dans le cadre de l'Invasion à grande échelle de l'Ukraine par la Russie, lors de la Guerre russo-ukrainienne.
Après la prise de Kurakhove et Velyka Novossilka par la Russie en janvier 2025, les mouvements dans ce secteur de la ligne de front s'est largement stabilisé. L'armée ukrainienne a déclaré avoir arrêté toute nouvelle avancée russe grâce à un regroupement stratégique de ses forces,. L'Institut pour l'étude de la guerre (ISW) a quant à lui observé une pause opérationnelle temporaire dans les opérations offensives russes tout au long de la fin janvier, février et début mars. Cela a été confirmé par le déclin des opérations d’assaut russes au premier trimestre 2025, entraînant une diminution mensuelle consécutive des gains territoriaux russes.

## Déroulement

### Reprise des opérations russes en direction de Novopavlivka
Vers la fin du mois de mars, les forces armées russes ont repris l'offensives près de Pokrovsk. Au lieu d'attaquer directement la ville, les attaques furent cette fois dirigées vers l'ouest. L'état-major général ukrainien et l'Institut pour l'étude de la guerre ont commencé à désigner ce secteur de la ligne de front comme « en direction de Novopavlivka »,. Le 30 mars, les troupes russes ont pris un village, situé à sept kilomètres de la limite administrative de l'oblast de Dnipropetrovsk,. Au même moment, les forces russes ont lancé un assaut à l'ouest de Kurakhove où elles ont avancé jusqu'à la périphérie est de Rozlyv. Le lendemain, le ministère russe de la Défense a déclaré que ses forces avaient pris le contrôle total de Rozlyv. Des images géolocalisées publiées le 1er avril ont corroboré la prise de Rozlyv par la Russie. Des avancées simultanées ont eu lieu début avril au nord de Velyka Novosilka, où l'armée russe a repris ses opérations offensives le long de la rivière Mokri Yaly. Les troupes russes ont affirmé avoir capturé Vesele. 
Tout au long du mois d'avril, les forces de l'agresseur ont progressé dans les champs à l'est de Novopavlivka, s'emparant de la localité de Preobrazhenka. L'armée ukrainienne a constaté une augmentation des opérations russes en avril, tant dans les assauts mécanisés que dans ceux de l'infanterie,. Au sud, le long de la rivière Mokri Yaly, les forces ukrainiennes ont repoussé les attaques russes. Un commandant ukrainien local a déclaré que l'armée ukrainienne a réussi à améliorer ses positions dans ce secteur en reprenant le contrôle du village de Dniproenerhiya,. Dans le même temps, les troupes russes reprennent leurs opérations près de Rozlyv où elles avancent vers l'ouest le long de la rivière Vovtcha le 18 avril,.
La semaine suivante, les forces ukrainiennes ont réussi à repousser un assaut motorisé russe de Rozlyv vers Bahatyr, composé entièrement de motos et de véhicules civils. Des éléments du 430e régiment de fusiliers motorisés russes ont finalement réussi à se retrancher dans les rues du sud-est de Bahatyr au début du mois de mai. À l'est de Novopavlivka, l'armée russe a lancé plusieurs attaques et a pu avancer dans la partie orientale de Troitske. La Russie a annoncé la prise de Troitske le 8 mai. Des images géolocalisées ont indiqué que les forces russes avaient pris le contrôle du centre de Kotlyarivka le 9 mai. De plus, les soldats russes ont avancé dans le centre de Bahatyr le long de la rue Likarniana. L'avancée russe autour de Kotlyarivka amène Novopavlivka à 10 kilomètres de la ligne de front. En conséquence, les autorités ukrainiennes ont ordonné l’évacuation de sept villages dans la région orientale de Dnipropetrovsk.
À la mi-mai, des assauts russes ont continué à se produire près de la frontière entre les oblasts de Dnipropetrovsk et de Donetsk. Pendant ce temps, à Bahatyr, l'armée russe a déclaré avoir entièrement capturé le village,. L'ISW a évalué le 18 mai, sur la base d'images géolocalisées, que des éléments de la 36e brigade de fusiliers motorisés russes ont hissé des drapeaux russes à Bahatyr, indiquant la prise du village. Des avancées supplémentaires ont eu lieu au sud-est de Bohdanivka. La semaine suivante, les forces russes ont commencé à progresser vers l'ouest de Bahatyr en capturant le village d'Odradne,. De plus, les troupes russes ont pu sécuriser la localités de Bohdanivka.

### Atteinte de la limite administrative de l'oblast de Dnipropetrovsk
Début juin, l'armée russe reprend ses opérations offensives le long de la rivière Mokri Yaly en s'emparant de Fedorivka. La prise de Fedorivka a également indiqué que la Russie avait pris le contrôle total de Dniproenerhiya et de Vesele,. Le 8 juin, le ministère russe de la Défense a annoncé que ses forces avaient atteint la limite administrative de l'oblast de Dnipropetrovsk,.  Les responsables ukrainiens ont démenti les déclarations russes sur leur présence à Dnipropetrovsk. Le Vice-président du Conseil de sécurité russe, Dmitri Medvedev, a déclaré que les forces russes « ont lancé une offensive » dans l’oblast de Dnipropetrovsk,.
Le 9 juin, l'Institut pour l'étude de la guerre confirme qu'il ressort des données géolocalisées que les forces russes auraient bien atteint la frontière administrative de l'oblast de Dnipropetrovsk, bien que ces opérations s'inscrivent plus largement dans l'offensive russe dans le sud-ouest de l'oblast de Donetsk. Le porte-parole du Kremlin déclare ce même jour que la Russie a débuté une offensive dans l'oblast de Dnipropetrovsk « dans le cadre de la création d'une zone tampon en Ukraine ». Alexeï Jouravlev, le premier vice-président de la commission de la défense de la douma d'État russe a quant à lui déclaré que l'oblast faisait désormais partie de « la sphère d'intérêts » de l'armée russe en Ukraine,. Le président de la commission de la législation constitutionnelle du Conseil de la Fédération a affirmé que la « dénazification » de l'oblast a débuté.
Les données géolocalisées indiquent que les forces russes ont pris le village de Zelenyi Hai le 26 juillet 2025, au sud d'Ivanivka, à une douzaine de kilomètres au sud-ouest de Novopavlivka, ainsi que celui de Maliivka la veille, encore plus au sud, à environ 25 kilomètres.

## Analyse

### Valeur stratégique
Novopavlivka était située à une distance relativement sûre de la ligne de front orientale au cours des deux premières années de la guerre. Cela a changé lorsque l'armée russe a lancé une offensive en 2024 contre la ville ukrainienne de Pokrovsk, amenant la ligne de contact à seulement quelques kilomètres de Novopavlivka,. La localité elle-même n'est pas particulièrement stratégique, bien que son emplacement juste au-delà de la frontière de la région de Dnipropetrovsk la rende importante symboliquement car la Russie n'est pas entrée dans cette région au cours des trois premières années de son invasion à grande échelle. Il s'agirait surtout d'une défaite morale pour l’Ukraine si la Russie pénétrait dans la région de Dnipropetrovsk et s’emparait de Novopavlivka.

### Tactiques d'opérations
L'offensive a vu l'intégration des motos et des quads dans les opérations offensives russes. Le ministère russe de la Défense a publié une vidéo montrant ses combattants pratiquant la nouvelle tactique sur une piste en terre.  L'ISW a observé une utilisation accrue des motos par les Russes dans les assauts motorisés. La formation de petites escouades tactiques de motos est une tentative d'échapper aux attaques de drones ukrainiens. La vitesse et l'agilité peuvent être considérées comme des avantages de cette tactique, bien que l'effort soit très risqué étant donné que les soldats n'ont pas d'armure de protection lorsqu'ils sont touchés.

## Voir également
- Chronologie de l'invasion à grande échelle de l'Ukraine par la Russie
- Offensive de Pokrovsk
- Bataille de Tchassiv Iar
- Bataille de Toretsk
- Bataille de Vouhledar